# 羅志祥
羅志祥（英語：Show Lo，1979年7月30日—），外號小豬，臺灣男歌手、演員、主持人、舞者及商人。1996年，以團體「四大天王」出道，後與歐漢聲組成雙人團體「羅密歐」，跨域發展成為綜藝節目主持人。2003年起陸續推出個人專輯，唱片總銷量在亞洲逾700萬張，並於2010至2013年連續四年獲得台灣唱片銷售總冠軍。

## 早年生活
羅志祥出生於基隆市中正區，是家中獨子，有一半的花蓮阿美族血統。他成長在康樂隊及那卡西的家庭，父親羅忠慶為鐵路局工務段人員。三歲時因為跟隨母親林香蘭練歌曲的節奏敲打餅乾罐，被發現打爵士鼓的天分，其後在康樂隊中表演打爵士鼓。羅志祥在五歲時成為康樂隊的台柱，隨著父母在臺北市和基隆等地表演；六歲時和爸爸一起參加中視《六燈獎》節目的親子歌唱大賽，榮獲亞軍。
羅志祥在小學及國中階段身形肥胖且膚色黝黑，被同儕揶揄嘲笑為「小豬」，此暱稱使用至今。他因此在國中三年級暑假時，以游泳及打籃球減肥瘦身。羅志祥以模仿當紅的林志穎而錄取華岡藝校，但由於家境貧窮，母親建議他回基隆上學，分別畢業於基隆市仁愛區成功國民小學和基隆市立成功國民中學。由於他能模仿林志穎和其他藝人的簽名[[Category:]]，而成為學校風雲人物，後畢業於基隆市私立培德高級工業家事職業學校。
羅志祥因青蛙肢而未服兵役，他有輕微的「二尖瓣閉鎖不全」心臟病。他從15歲開始跳街舞，導致膝軟骨磨損嚴重，20歲有「軟腳」症兆，醫生診斷出他患有「髕骨軟化症」，建議開刀進行人工軟骨手術，羅志祥怕手術恐讓他不能再跳舞而拒絕。
2025年3月28日，羅志祥在個人臉書正式承認母親已患阿茲海默氏病起碼三年。

## 演藝生涯

### 1995年—2002年
羅志祥於1995年出道。1995年12月，由中視《歡樂傳真》節目主辦、威聚唱片企劃執行的「四大天王就是你」模仿大賽 ，羅志祥因外型獲得賞識，且報名參加模仿郭富城獲得好評，與其他三位選手歐漢聲（模仿張學友）、陳顯政（模仿劉德華）和陳霆叡（模仿黎明）組成偶像團體「四大天王」，正式踏入娛樂圈。1998年，四大天王因陳顯政收到兵役征召及陳霆叡赴美留學，兩人宣佈退出，羅志祥與歐漢聲則組成雙人團體「羅密歐」繼續發展，兩人為跨足主持界，拜主持人胡瓜為師。羅密歐藉由和賈靜雯、何妤玟以及大炳共同主持的台視週末黃金時段綜藝節目《少年兵團 旗開得勝》在綜藝界嶄露頭角，後來節目製作人沈玉琳於2017年受訪時評論：「我那時候找的五個主持人都是小朋友，但是小兵立大功，真的是亂拳打死老師傅。」。羅密歐後因歐漢聲服兵役而解散，同時羅志祥面臨合約糾紛，在得到經紀人小霜的協助、無償幫他打官司後，小霜後來成為羅的長期經紀人。
自從四大天王解散，羅志祥持續在綜藝主持、戲劇及歌唱等領域發展，主持的三個電視節目《TV三賤客》、《少年兵團 旗開得勝》和《台灣 Who怕 Who》為當時收視冠軍。然而之後因合約問題，手上三個節目亦陸續停播，以及參演的電影《蘋果咬一口》票房慘淡，令他背負「票房毒藥」的惡名。直到三個多月後，羅志祥得到台灣影視大亨楊登魁的提拔，在2001年代班主持節目《娛樂百分百》，使他的演藝生涯得以延續。

### 2003年—2013年
2003年，羅志祥推出首張個人專輯《Show Time》，遠赴日本向團體「TRF」團員、亦為東洋流行樂天后安室奈美惠前夫Sam拜師學藝，之後羅志祥在艾迴唱片旗下陸續發行三張專輯。2005年10月21日，推出第三張個人專輯《催眠Show》，亦雙料入圍台灣電視金鐘獎，其中與陳建州一起主持的《冷知識轟趴》入圍綜藝節目獎，個人亦以《鬥魚2》角逐戲劇節目男主角獎。同年11月18日，羅志祥舉行首場個人演唱會，成為第一位踏入台北小巨蛋開唱的流行歌手。
2007年5月4日，罗志祥到泰國面見白龍王，法师开示称罗志祥需戒女色才能紅10年。罗志祥後來笑說：「我是個好色的男人，如果為了紅十年而不談戀愛，我寧可不要紅！」
2007年5月21日，羅志祥簽約加盟EMI成為旗下子公司Capitol唱片的歌手，並計劃由另一香港子公司金牌娛樂代理下擴展他的事業版圖。在這年羅志祥與大S合作演出偶像劇《轉角*遇到愛》，有所成績。同年，他舉辦首場個人大型巡迴演唱會「Show on stage一支獨秀」，並發表著作《羅志祥 Show on stage進化三部曲》。此外，屈臣氏邀請羅志祥擔任代言人；然而相關廣告帶動屈臣氏的營收成長八成，讓他獲得連續三年的品牌代言。
2008年7月11日，羅發行個人首張演唱會專輯《殘酷舞台》，並於同年12月26日發行第六張國語大碟《潮男正傳》。2009年，他和楊丞琳合作拍攝偶像劇《海派甜心》，再次擔任男主角；此劇收視亮眼，曾在平均收視率及最高分段收視拿下5.14％與6.88％的成績。同年，羅志祥以《籃球火》再次獲金鐘獎戲劇節目男主角獎提名。
2010年1月15日，羅志祥推出第七張個人專輯《羅生門》。2月，他在臺北縣林口鄉拍攝「舞法舞天3D世界巡迴演唱會」主題曲《舞法舞天》的MV，這首歌同時拍攝成另一3D版本，成為華語圈第一支3DMV。同年4月30日至5月2日，「舞法舞天3D世界巡迴演唱會」於香港紅磡體育館演出，這是羅第一次在紅館舉行個人演唱會，票房表現出色。巡迴演唱會的第二站於5月15日至5月16日在台北小巨蛋舉行，羅志祥創下24小時內完成三場演唱會的紀錄。他在該年推出的《羅生門》拿下2010年台灣唱片銷售年度總冠軍；在戲劇發展上，則以《海派甜心》第三度獲提名金鐘獎戲劇節目男主角獎。
2011年2月18日，羅志祥發行第八張個人專輯《獨一無二》，並第一次以抒情歌〈拼什麼〉作為首波主打歌，此張專輯亦蟬聯台灣唱片銷售年度總冠軍。3月19日，「舞法舞天 一萬零一夜 ENCORE WORLD LIVE TOUR」於台中開唱。羅志祥於該年成為日本唱片公司波麗佳音旗下藝人，並且於7月20日推出《獨一無二》日文版，當中收錄專輯第二主打歌曲〈獨一無二ONLY YOU〉日語版本〈ONLY YOU〉。同年年底，他因為多年來致力於照顧保護流浪動物，受邀為「亞洲善待動物組織」（PETA Asia）拍攝公益廣告，並獲選該組織的「年度傑出人物」。
2012年2月15日，羅志祥推出首張日文單曲《Dante》，第九張個人專輯《有我在》則在4月6日推出。截至5月17日，《有我在》全台銷量已經超越上張專輯《獨一無二》，達15萬5,215張。同年6月20日，羅再推出第二張日文單曲〈Magic〉。9月19日，他發行第一張全日文專輯《THE SHOW》；然而，因當時中日關係緊張，羅志祥已於9月17日宣布將全面停止在日本的宣傳活動，包括原定於9月29日及9月30日一連兩天在日本品川舉行與專輯同名的「THE SHOW」售票演唱會。11月23日，再推出第三張個人國語精選專輯《舞極限》，同名主打歌《舞極限》的MV是華人史上首支以真實坦克入鏡拍攝的MV作品。根據多份唱片公司業務報表交叉比對，羅志祥憑《有我在》連續三年成為台灣的年度唱片銷售總冠軍，而《舞極限》為年度唱片銷售第8名。
在日本的宣傳活動停止期間，羅志祥為2013年的「舞極限 Over The Limit世界巡迴演唱會」擔任視覺、音樂及舞蹈總監，並於1月4日起從台北小巨蛋出發作巡迴演出。同年2月，羅志祥客串演出的周星馳執導電影《西游·降魔篇》上映，這是羅志祥繼12年前參演《蘋果咬一口》後，再次演出電影。8月，他簽約轉投索尼音樂，且重新展開於日本地區的宣傳及演藝活動，個人第十張國語專輯《獅子吼》則在相隔一年半後於11月8日發行。作為加盟索尼音樂後的第一張音樂作品，這張專輯收錄4首由羅志祥包辦詞曲的個人創作，包括專輯同名作《獅子吼》，而《惜命命》是他首次創作的台語作品。12月5日，羅志祥於記者會中宣佈將從高雄出發，舉辦「舞極限之舞魂再現安可世界巡迴演唱會」，且專輯《獅子吼》的銷售量獲認證為四白金唱片（即12萬張）。《獅子吼》使他連續四年成為台灣唱片銷售年度總冠軍，也是第一位蟬聯台灣唱片銷售四連霸的華語樂壇歌手。羅志祥在2013年度共接下17支廣告、30場演唱會、10場以上商演，收入達新台幣6億元，拿下台灣藝人收入排行第一名，創下事業高峰。

### 2014年至今
2014年，羅志祥與經紀人小霜創立新經紀公司——「創造力娛樂有限公司」；首位加盟旗下的藝人是簡愷樂。另外，藝人林大晉的迷你專輯收錄了羅志祥作曲的主打歌〈MY GIRL〉，而羅亦為該曲首次擔任歌曲製作人一職；林大晉於該年5月18日舉辦的個人演唱會亦邀得羅志祥擔任舞台總監。6月30日，羅志祥與楊丞琳一同加盟重返臺灣市場的EMI唱片。8月8日，他發行第三張演唱會專輯《極限拼圖》，記錄2013年舞極限世界巡迴演唱會的片段。
2015年5月起，羅志祥參與錄製中國大陸東方衛視的遊戲真人秀《極限挑戰》，與孫紅雷、黃磊、黃渤、王迅及張藝興共同主持。2016年，他參演另一部周星馳執導的電影《美人魚》，於2016年2月8日大年初一上映。

## 爭議

### 亞洲空幹王
羅志祥簽唱會過往依循「三拍五抱」模式，買三張唱片的粉絲可以跟羅志祥拍照、買五張的粉絲可以跟羅志祥擁抱，曾有瘋狂歌迷為了要「抱9次」砸錢買45張唱片。不過，羅志祥的經紀公司「天地合娛樂製作有限公司」（下稱「天地合娛樂」）決定2015年將取消這項活動，在臉書上公告接下來的宣傳和簽名會活動的遊戲規則，不再沿用舊型態，有歌迷問是否可以跟羅志祥合照，也都是得到同樣「不再沿用舊型態」的回答，讓許多粉絲難過直喊「可不可以不要取消！」。然而，同年11月6日羅志祥在臉書上發文，透露剛接獲好消息，表示新專輯《真人秀？》預購成績相當好、大賣5萬張，除了感謝粉絲的支持，還針對即將舉辦簽名會而引起的爭議，大方做出回應：「大家這麼支持我，如果再不重視你們的需求，真的太對不起你們了。」承諾會向公司爭取以往的福利，並喊：「只要你們開心，不管別人怎麼說我罵我，我都願意做！」暖心舉動引來大批粉絲大讚「超感動！」。另外，經紀人陳鎮川表示行銷方式將改變，也就是取消「三拍五抱」的行銷方式，強調歌迷還是有機會跟小豬拍照，只是不再以張數當規則。由於羅志祥的唱片幾乎都會一再改版，《獨一無二》改版達六次之譜，原先經紀公司已打算取消這項制度，一度取消之前簽唱會的「三拍五抱」傳統，最後羅志祥主張「替粉絲們爭取福利」，重新回到「三拍五抱」傳統。對此，陳沂在臉書表示：「夠了，我真的好想聊這個喔～講得好像多委屈，都是不忍心讓歌迷失望，所以要對抗公司爭取恢復『三張合照、五張抱抱』！？如果你真的像自己講的那麼愛歌迷的話，那應該只要有來簽名會，都可以拍照跟抱抱啊！三拍五抱根本就是用肉體來斂財，亞洲空幹王祥祥這種行徑跟賣淫小模有什麼兩樣？」。陳沂的猛烈砲火引發網友和歌迷熱論。
對於陳沂的批評，「天地合娛樂」發聲明稿，認為陳沂的言論涉及公然侮辱及惡意誹謗羅志祥的名譽，已委託律師蒐證提告。11月12日陳沂表示感謝羅志祥，於臉書回應：「那就交給法院去認證好了，如果羅志祥想讓我更紅的話。但這樣不就成全他的粉絲說的『我想靠批評羅志祥爆紅』的願望了？」。羅志祥回應：「我沒有強迫任何人，老實說這樣做，真的很累，但我從第一張專輯到現在都這樣做，這是我跟歌迷間的約定，很多人這樣做，為什麼不說別人，卻用放大鏡來檢視我。」經紀人則強調一定會告到底。同月16日陳沂繼續在臉書貼文：「很擔心祥祥也在密謀邀請我去他的演唱會當特別嘉賓，所以我要趕快來練被空幹舞，呼應祥祥的空幹」。
對於陳沂的批評，「天地合娛樂」則發表聲明如下：「就近日陳沂小姐於其臉書公開發文，批評本公司旗下藝人羅志祥先生『三拍五抱根本就是用肉體來歛財，亞洲空幹王祥祥這種行徑跟賣淫小模有什麼兩樣？』該內容已明顯涉及公然侮辱及惡意誹謗羅志祥先生之名譽，本公司已委託律師蒐證，將採取法律行動，以保護藝人合法權益。請各媒體自重，勿轉載該等惡意污衊他人之言論，若有媒體不實報導，本公司亦將採取必要行動，以悍衛權益，並端正視聽」。另外，對她提告求償新台幣200萬元並要求登《聯合報》等四大報道歉。
2016年1月19日臺灣臺北地方法院首度開庭，羅志祥和陳沂均未出席，皆由律師代表出庭。在開庭過程中，陳沂委任律師張鈞綸詢問羅志祥委任的律師對於空幹舞的瞭解程度，對方律師則回答不清楚該舞蹈風格；法官決定再以書狀表達意見，訂同年3月8日再開庭。律師張鈞綸表示，「亞洲空幹王」是在網路上已存在的名詞，不應以控告特定對象的方式解決。經台北地院審理後，法官認為陳沂批評羅志祥「肉體斂財」、「賣淫小模」，屬人身攻擊，已構成侵權行為，但是「亞洲空幹王」無損羅志祥名譽，最終判賠台幣30萬元並須在四家報社的報紙頭版登報道歉。全案可上訴。陳沂得知判決結果後表示：「上訴到底，誓死捍衛言論自由。」羅志祥委任律師隨即與陳沂雙方達成和解，和解內容為陳沂須連續7天在臉書上公開道歉。

### 國族事件
2016年1月14日羅志祥在中國大陸出席電影宣傳活動，公開宣稱：「不用分那麼細，我們都是中國人」，引發台灣輿論沸騰。
羅志祥國族事件引起許多網友不滿，一如「周子瑜事件」的網路影響，他在臉書上的粉絲頁讚數急速流失至少4萬人，直至1月24日後才開始逐漸回升。

### 私生活醜聞
2020年4月23日，與羅志祥相戀九年的中國大陸網路紅人周揚青在微博發文宣佈與羅志祥分手，指分手原因是羅志祥同時與大量女性有染，包括化妝師及旗下女藝人，甚至還多人性交，其曾多次原諒羅志祥，最終分手。訊息公佈後，部分網友猜測周揚青文中所述與羅志祥有染女性的身份，其中有人想到羅志祥惟一的旗下女藝人“蝴蝶姐姐”簡愷樂。受醜聞的影響，其代言的廣告商則迅速將廣告撤下換成其他藝人代替。周扬青批評愷樂「裝純情、有男友還約小豬」，呼籲愷樂去檢查是否感染性病。羅志祥於隔天4月24日發文承認交往9年中多次欺騙周揚青，向周揚青以及所有被他騙過的人致歉。愷樂也在Instagram公開向周揚青道歉，相當於承認自己與羅志祥的關係。同年5月20日，羅志祥在微博和Facebook發佈將近7,000字的長文《男孩 女孩》，以及首次曝光與周揚青的甜蜜相片。他在文中談及兩人在過去9年間不為人知的甜蜜回憶，對周揚青表示道歉和懺悔。

## 音樂作品
- 2003《Show Time》
- 2004《達人Show》
- 2005《催眠Show》
- 2006《Speshow》
- 2007《舞所不在》
- 2008《潮男正傳》
- 2009《羅生門》
- 2011《獨一無二》
- 2012《有我在》
- 2013《獅子吼》
- 2015《真人秀？》
- 2019《No Idea》
- 2024《舞狀元》

## 演出作品

### 電視劇
| 年份 | 頻道             | 劇名           | 角色        |
| 1998 | 公視             | 當我們窩在一起 | 林明宗      |
| 2000 | 中視             | 新梁山伯祝英台 | 梁山伯      |
| 2000 | 華視             | 女生向前走     | 羅嘉西      |
| 2001 | 華視             | 麻辣鮮師       | 余志祥      |
| 2003 | 中視             | Hi 上班女郎    | 鄭達倫      |
| 2004 | 八大綜合台       | 鬥魚II         | 袁承烈      |
| 2007 | 中視             | 轉角*遇到愛    | 秦朗        |
| 2008 | 中視、八大綜合台 | 籃球火         | 元大鷹      |
| 2009 | 華視、八大綜合台 | 海派甜心       | 林達浪 薛海 |
| 2014 | 湖南衛視         | 一男三女合租記 | 宋小雷      |

### 電影
| 年份 | 片名                           | 角色     | 備註             |
| 1999 | 神探兩個半又二分之一之學校有鬼 | 羅志祥   | 導演吳宗憲       |
| 2001 | 蘋果咬一口                     | 周家祥   | 導演朱延平       |
| 2013 | 西游·降魔篇                    | 空虛公子 | 執導、編劇周星馳 |
| 2016 | 極限挑戰之皇家寶藏             | 羅志祥   |                  |
| 2016 | 美人魚                         | 八哥     | 執導、編劇周星馳 |
| 2017 | 機器之血                       | 李森     | 監製成龍         |
| 2026 | 我的網紅女兒                   |          | 導演范揚仲       |

### 電影配音
| 年份   | 片名         | 角色              |
| 2005年 | 《四眼天雞》 | 雞丁（配音）      |
| 2007年 | 《蜂電影》   | 貝瑞·班森（配音） |

### 微電影
| 年份   | 片名                                                                          | 角色           |
| ------ | ----------------------------------------------------------------------------- | -------------- |
| 2012年 | 把樂帶回家（百事2012賀歲微電影）                                              | 二兒子（歌手） |
| 2012年 | 再一次心跳（有我在專輯音樂微電影）                                            | 李衛成         |
| 2013年 | 把樂帶回家2013（百事2013賀歲微電影）                                          | 醫生           |
| 2013年 | 誰是你的菜（樂事2013微電影）                                                  | 羅公子         |
| 2014年 | 把樂帶回家2014親情篇（百事2014微電影） 把樂帶回家2014人情篇（百事2014微電影） | 樂店長 小羅    |
| 2015年 | 誰是你的菜（樂事2015微電影）                                                  | 阿宅           |

### 音乐录影带(MV)
- 2006 何潔《希望》
- 2011 王心凌《陪我到以後》（feat.）
- 2016 楊丞琳《觀眾》
- 2016 安心亞 《靚仔》(feat.)
- 2017 愷樂 《三人行》(feat.)
- 2018 玖壹壹 《我跟你卡好》(feat.)
- 2019 五月天 《傷心的人就聽撐腰》(feat.)

## 出版品

### 書籍
| 年份           | 書名 | 出版社   | ISBN               |
| -------------- | --- | -------- | ------------------ |
| 2002年9月30日  | 《羅志祥豬式會社》 | 平裝本   | ISBN 9578033923    |
| 2006年3月8日   | 《我愛大明星—驚嘆號》（與蔡依林、楊丞琳、黃立行合著）                                                                                          | 如何     | ISBN 9861361219    |
| 2007年10月10日 | 《羅志祥Show On Stage進化三步曲》 | 如何     | ISBN 9789861361475 |
| 2010年12月24日 | 《羅輯課：24個媽媽教我的街頭智慧》 - 一個月內在台灣售出8萬2000本，亞洲地區銷量達30萬 - 榮獲香港「第廿三屆中學生好書龍虎榜」第五名（得票:5843） | 平裝本   | -                  |
| 2011年8月5日   | 《澳漫生活》 | 金牌大風 | -                  |
| 2014年8月8日   | 《夢想拼圖》 | 平裝本   | ISBN 9789578039186 |

## 主持作品

### 電視節目

#### 台灣
| 年份   | 播出頻道   | 節目名稱                       | 備註 |
| ------ | ---------- | ------------------------------ | ---- |
|        | 東風衛視   | 《冷知識轟趴》                 |      |
|        | 東風衛視   | 《超人氣大挑戰》               |      |
|        | 東風衛視   | 《亞洲進行式》                 |      |
|        | 東風衛視   | 《亞洲娛樂中心》               |      |
|        | 台視       | 《綜藝這個禮拜6最好笑》        |      |
|        | 台視       | 《旗開得勝》                   |      |
|        | 台視       | 《旗開得勝\|旗開得勝少年兵團》 |      |
|        | 台視       | 《綜藝夜總會》                 |      |
|        | 台視       | 《歡樂艦隊》                   |      |
|        | 台視       | 《電視宅急便》                 |      |
|        | 台視       | 《台灣who怕who》               |      |
|        | 台視       | 《藝形帝國》                   |      |
|        | 台視       | 《歡樂一路發之生存巴士》       |      |
|        | 華視       | 《TV搜查線》                   |      |
|        | 華視       | 《TV三賤客》                   |      |
|        | 華視       | 《週六大勝利》                 |      |
|        | 華視       | 《綜藝小妹大》                 |      |
|        | 華視       | 《快樂星期天》                 |      |
|        | 民視       | 《台灣綜藝王》                 |      |
|        | 大地       | 《超猛樂園》                   |      |
|        | 中天       | 《康熙來了之康永當家》         |      |
|        | 中天       | 《綜藝ok啦》                   |      |
|        | 東森電視   | 《1800娛樂開講》               |      |
|        | 東森電視   | 《娛樂新聞》                   |      |
|        | 中視       | 《綜藝95995》                  |      |
|        | 中視       | 《電視大國民》                 |      |
|        | 中視       | 《紅白勝利》                   |      |
|        | MUCH TV    | 《MUCH排行榜》                 |      |
|        | 三立電視   | 《完全娛樂》                   |      |
| 2001年 | 八大綜合台 | 《娛樂百分百》                 |      |
| 2024年 | 三立電視   | 《TOP DOG回家》                |      |
| 2024年 | 三立電視   | 《SCOOL》                      | 導師 |
| 2025年 | 中天電視   | 《綜藝OK啦》                   |      |

#### 中國大陸
| 年份   | 播出頻道 | 網路平台 | 節目名稱               | 備註          |
| ------ | -------- | -------- | ---------------------- | ------------- |
| 2015年 | 東方衛視 |          | 《極限挑戰第1季》      |               |
| 2016年 | 東方衛視 |          | 《極限挑戰第2季》      |               |
| 2017年 | 東方衛視 |          | 《極限挑戰第3季》      |               |
| 2017年 | 浙江衛視 |          | 《天生是優我》         | 羅教頭        |
| 2017年 |          | 芒果TV   | 《2017快樂男聲》       | 音樂召換師    |
| 2017年 |          | 優酷     | 《小手牽小狗》         | 道格叔叔      |
| 2018年 | 東方衛視 |          | 《極限挑戰第4季》      |               |
| 2018年 |          | 優酷     | 《這就是街舞》         | 修樓梯隊長    |
| 2018年 |          | 騰訊     | 《創造101》            | 舞蹈導師      |
| 2018年 |          | 優酷     | 《這就是歌唱》         |               |
| 2019年 | 東方衛視 |          | 《極限挑戰第5季》      |               |
| 2019年 |          | 優酷     | 《這！就是街舞第二季》 | 修樓梯隊長    |
| 2019年 | 湖南衛視 |          | 《嗨唱轉起來》         | 搭檔主持:謝娜 |

#### 香港
| 年份   | 播出頻道 | 節目名稱           | 備註   |
| ------ | -------- | ------------------ | ------ |
| 2023年 | TVB      | 《星光熠熠耀保良》 | [ 71 ] |

## 荣誉
1. 第一位登上台北小巨蛋開演唱會的歌手（2005年11月18日）。
2. 第一位於紐約聯邦宮殿劇院（英语：United Palace Theater）實地拍攝音樂錄影帶的亞洲歌手（《愛的主場秀》MV）[72][73]。
3. 第一位於台北小巨蛋舉辦24小時三場演唱會的歌手（2010年5月15日-2010年5月16日）。
4. 第一位開「裸視3D」演唱會的藝人。（「2010曼哈頓舞法舞天3D WORLD LIVE TOUR」）。
5. 第一位拍3D MV的華語歌手。（《舞法舞天》MV）。
6. 銷售榜榜單（【玫瑰大眾 風雲榜】【五大金榜】 【佳佳金榜】）冠軍蟬聯達最多次(連續10週冠軍)，羅志祥的《羅生門》蟬聯記錄平了蔡依林《看我72變》的冠軍蟬聯數。
7. 臺灣專輯改版最多次紀錄，9次（《獨一無二》專輯）。
8. 第一位在台灣辦簽唱活動長達15小時的歌手[74]（《有我在》專輯）。
9. 在G-music風雲榜上創下史上銷售最高的百分比，百分之80（《獅子吼》專輯）[75]。
10. 在五大唱片上創下史上銷售最高的百分比，百分之81.58（《有我在》專輯）[76]。
11. 台湾唱片出版事業基金會認證 -《羅生門》專輯榮登2010年銷售總冠軍(五白金-154,218張)成為繼劉德華之後, 近10年來第1個主動認證的歌手[2]。
12. 「舞法舞天」一萬零一夜新加坡演唱會破場館有史以來人數最多的記錄（2011年5月14日）。
13. 第一位在日本最大數位音樂內容提供商：RecoChoku獲得鈴聲下載排行榜冠軍（歌曲:Dante）的台灣地区歌手（2012年1月31日）[77]，且第二張日文單曲主打歌Magic同樣在該排名榜獲得兩天冠軍（2012年6月5日-2012年6月6日），為台灣地区第一人[78][79]。
14. 第一位攻上日本Oricon公信榜單曲週榜前十名的台灣地区男歌手（《Dante》單曲，推定売上枚数：7395）[80]（2012年2月13日-2012年2月19日）。
15. 第一位同時在Google+與YouTube開播個人影音頻道的華人歌手，Google並砸百萬元在台灣總部為羅志祥打造專屬攝影棚[81]（2012年3月19日）。
16. 第一位在亞洲地區使用google hangout on air的藝人[82]（2012年5月12日）。
17. 以新台幣400元，創下台北小巨蛋的演唱會最低門票價格紀錄[83]（《舞極限 Over The Limit》世界巡迴演唱會《台北場》）（2013年1月4日至1月6日）。
18. 第一位借用真實坦克，並應用於MV拍攝的華人歌手（《舞極限》MV）[24]。
19. 其YouTube個人影音頻道為2012年台灣及香港地區的十大熱門頻道[84][85]。
20. 第一位在台北小巨蛋作360度旋轉飛行環繞場館表演的歌手（《舞極限 Over The Limit》世界巡迴演唱會《台北場》）（2013年1月4日至1月6日）[86]。
21. 唯一受邀於YouTube Music Awards亞洲首場演唱會表演的華語歌手（2013年11月3日）[87]。
22. 第一位與漫畫界人士（李崇萍）合作，打造MV番外篇的華語樂壇男歌手（《未完的承諾》MV）[88]。
23. 第一位蟬聯台灣唱片銷售4連霸的華語樂壇歌手[31]。